# Caligus epinepheli
Caligus epinepheli is een eenoogkreeftjessoort uit de familie van de Caligidae. De wetenschappelijke naam van de soort is voor het eerst geldig gepubliceerd in 1936 door Yamaguti.